# Jean-François Simon
Jean-François Simon est un numismate français né à Paris en 1654 et mort dans la même ville le 10 décembre 1719.

## Biographie
Jean-François Simon est le fils d'un chirurgien parisien.
En 1684, il rejoint le service de Michel Le Peletier de Souzy à l'intendance des finances du roi. En 1691, il devient contrôleur de la direction générale des fortifications. En collaboration avec le Cabinet des médailles et l'Académie des inscriptions, il s'occupe alors des devises et inscriptions surmontant les portes des nouvelles citadelles. En 1701, il est nommé commis à la garde du Cabinet des médailles assistant Marc-Antoine Oudinet.
Il est élu membre de l'Académie des inscriptions et belles-lettres en 1705.
De 1712 à 1718, il est le principal commis à la garde de la Bibliothèque et du Cabinet des médailles du roi. 
Il meurt le 10 décembre 1719 d'une infection provoquée par une blessure faite par une sonde utilisée pour savoir s'il avait la maladie de la pierre.

## Publications
- Estat de recette et de dépense faittes pour le Cabinet des médailles du roy pendant l’année 1712